# Episodi di Throb (prima stagione)
La prima stagione della serie televisiva Throb è stata trasmessa in anteprima negli Stati Uniti d'America in syndication tra il 20 settembre 1986 e il 23 maggio 1987.
| nº | Titolo originale         | Titolo italiano | Prima TV USA      | Prima TV Italia |
| -- | ------------------------ | --------------- | ----------------- | --------------- |
| 1  | Pilot                    |                 | 20 settembre 1986 |                 |
| 2  | Our Song                 |                 | 27 settembre 1986 |                 |
| 3  | Getting to Know You      |                 | 4 ottobre 1986    |                 |
| 4  | My Fair Punker Lady      |                 | 11 ottobre 1986   |                 |
| 5  | I Lost Him at the Movies |                 | 18 ottobre 1986   |                 |
| 6  | Something Extra          |                 | 25 ottobre 1986   |                 |
| 7  | Bus of Dreams            |                 | 1º novembre 1986  |                 |
| 8  | The Concert              |                 | 8 novembre 1986   |                 |
| 9  | The Party                |                 | 15 novembre 1986  |                 |
| 10 | Tassles                  |                 | 22 novembre 1986  |                 |
| 11 | Wedding Bell Blue        |                 | 6 dicembre 1986   |                 |
| 12 | Nothing Personal         |                 | 13 dicembre 1986  |                 |
| 13 | Confidence Game          |                 | 24 gennaio 1987   |                 |
| 14 | Brief Encounter          |                 | 31 gennaio 1987   |                 |
| 15 | Genius                   |                 | 7 febbraio 1987   |                 |
| 16 | An Oldie But Goodie      |                 | 14 febbraio 1987  |                 |
| 17 | High Anxiety             |                 | 21 febbraio 1987  |                 |
| 18 | Death Be Not Weird       |                 | 28 febbraio 1987  |                 |
| 19 | Buffalo                  |                 | 21 marzo 1987     |                 |
| 20 | Party Games              |                 | 25 aprile 1987    |                 |
| 21 | Moonlighting             |                 | 2 maggio 1987     |                 |
| 22 | Two Flights Up           |                 | 9 maggio 1987     |                 |
| 23 | Nashville, Almost        |                 | 16 maggio 1987    |                 |
| 24 | Rainy Day People         |                 | 23 maggio 1987    |                 |